# Johann Georg Hoffmann (Komponist)
Johann Georg Hoffmann (auch George bzw. Hofmann, * 24. Oktober 1700 in Nimptsch, Fürstentum Brieg; † 13. August 1780 in Breslau) war ein deutscher Organist und Komponist.

## Leben
Johann Georg Hoffmann wurde als Sohn eines Züchners (Leinewebers) geboren. Mit 13 Jahren gab ihn sein Vater zum Organisten J. H. Quirl in Nimptsch in die Lehre. Von ihm wurde er bis 1717 auf mehreren Instrumenten und im Singen unterrichtet. Im gleichen Jahr ging er nach Breslau und wurde Bediensteter beim Baron von Reichenbach und erhielt Unterricht beim späteren Professor der Mathematik Gottfried Giersch. Am 1. September 1720 erhielt er durch Vermittlung des Musikdirektors J. Wilisch den Posten eines Unterorganisten an der Kirche St. Elisbeth in Breslau und am 28. Juni 1742 durch den Tod von M. Kirsten die vakante Oberorganistenstelle an der St. Maria-Magdalenenkirche.
Ab 1727 war er ebenfalls, nach Abgang von Daniel Gottlieb Treu, für die italienische Oper in Breslau zuständig. Johann Mattheson nahm aufgrund von Berichten Hoffmanns die aufgeführten Opern in Breslau 1740 in seine Grundlage einer Ehren-Pforte auf.
Um 1752 wurde er neben Telemann, Bach, Händel und anderen zeitgenössischen Komponisten in die 1738 von Lorenz Christoph Mizler gegründete Correspondierende Societät der musicalischen Wissenschaften aufgenommen.

## Werk
Hoffmann komponierte unter anderem zwei Kantaten-Jahrgänge, diverse Passionsoratorien, sowie rund 400 Serenaden, Konzerte und Gelegenheitsmusiken.